# Camilla Pio di Savoia

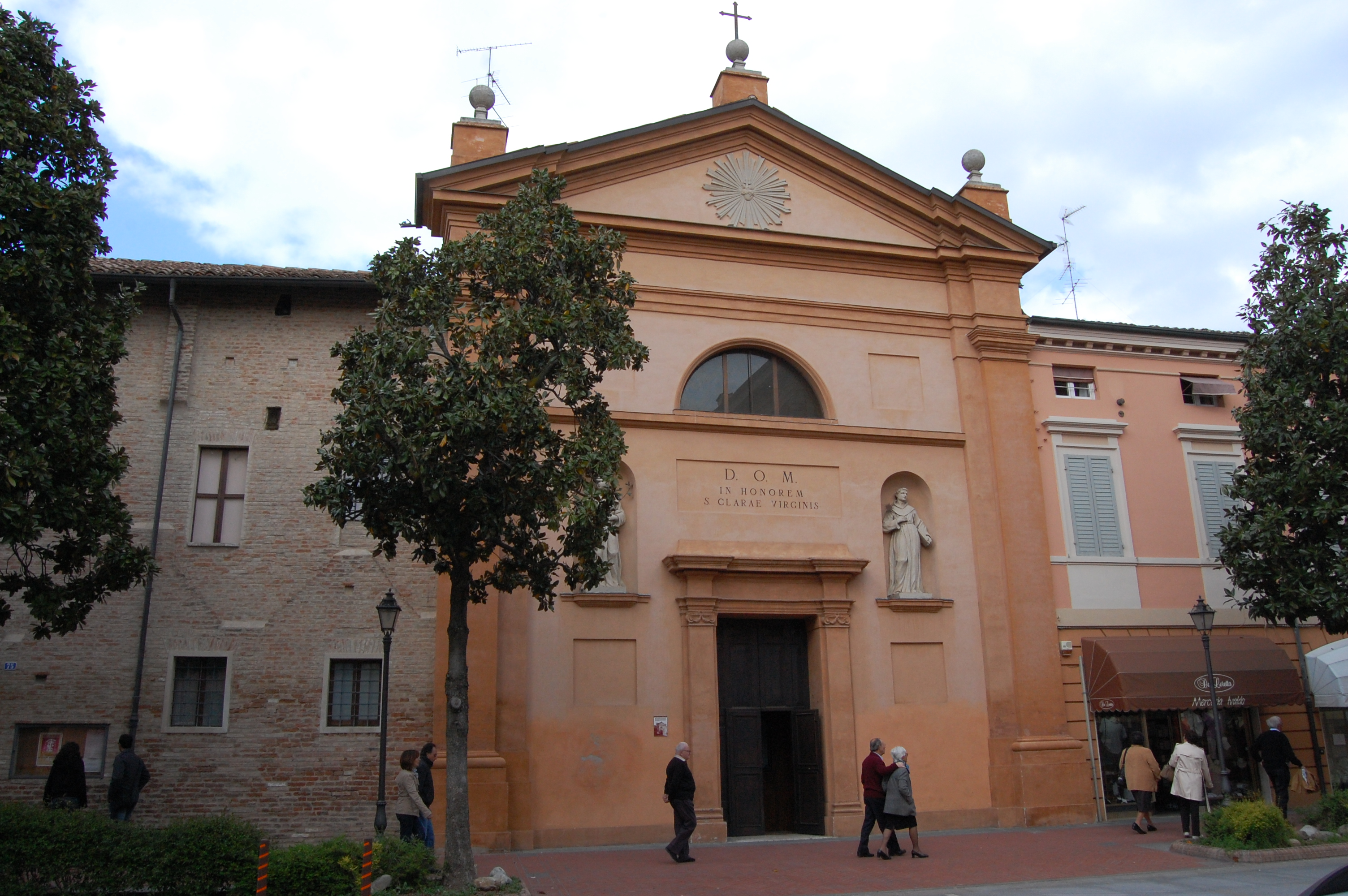
Carpi, Monastero di Santa Chiara

Camilla Pio (Carpi, 1440 – Carpi, 1º aprile 1504) è stata una nobile italiana, badessa.

## Biografia
Era figlia di Giberto II Pio e di Elisabetta Migliorati; appartenne dunque alla famiglia Pio, dei signori di Carpi, e fu cugina di secondo grado di Alberto III Pio, nota figura di intellettuale e diplomatico del primo quarto del XVI secolo.
Donna colta e devota, ricevuta nel 1471 una ricca eredità dalla zia paterna Margherita Pio, figlia di Marco I Pio, vedova del condottiero Taddeo d'Este, scelse la via del chiostro, decidendo di fondare il primo monastero femminile di Carpi dedicato a Santa Chiara. Ottenne la bolla con l'autorizzazione di papa Innocenzo VIII nel 1490, e diede subito inizio alla costruzione della chiesa e del monastero, ritirandosi durante la costruzione a vivere more monastico con alcune compagne in una casa adiacente, già considerata dalla gente il monastero, rinunciando alla vita di corte per vivere in povertà, sull'esempio di Santa Chiara d'Assisi.
Nel 1494 suo nipote Giberto III e il già citato Alberto III, consignori di Carpi, le fecero dono di una vasta proprietà terriera, "la Cassina" (500 biolche di terreno) a nord di Carpi, e consentirono che inglobasse nell'orto del monastero una strada tracciata per l'urbanizzazione della zona, in modo che le sorelle disponessero di un ampio spazio verde per la meditazione, oltre al chiostro.
Terminati i lavori previsti dalla bolla pontificia, nel 1500 fece professione come novizia assieme alle consorelle che già avevano vissuto con lei e a Violante Pio, sorella di Giberto III. Eletta badessa, morì nel 1504.
Il monastero da lei fondato è tuttora attivo; in una cappella della chiesa di Santa Chiara è possibile vedere l'urna dove riposa il suo corpo incorrotto, più volte fonte di prodigi e miracoli. Il culto è diffuso sui martirologi francescani, ella viene già chiamata "Beata". Il processo di beatificazione, chiuso nella fase diocesana, è ancora oggi in corso presso la Congregazione dei Santi in Roma.
A lei è intitolata una strada nel comune di Carpi.